# Клуб
Клуб (на английски: club) e организация на хора, обединени от общ интерес или цел.
Могат да бъдат свързани с различни интереси – хоби, спорт, забавление (използва се и като синоним на бар). Това може да са професионални общества, също училищни и университетски клубове. Политическите клубове, създадени по време на Френската революция, играят голяма роля в оформянето и налагането на различните възгледи.

## Произход на думата
Най-старите английски клубове са били неформални периодични събирания на приятели с цел вечеря или пийване заедно.
Томас Оклив (по времето на Хенри IV) споменава такъв клуб, наречен „Дворът на добрата компания“ (на френски: La Court de Bonne Compagnie), на който е бил член. Джон Обри пише през 1659 г. за използване на думата клуб (на английски: „clubbe“).
|  | Тази страница частично или изцяло представлява превод на страницата Club в Уикипедия на английски. Оригиналният текст, както и този превод, са защитени от Лиценза „Криейтив Комънс – Признание – Споделяне на споделеното“, а за съдържание, създадено преди юни 2009 година – от Лиценза за свободна документация на ГНУ. Прегледайте историята на редакциите на оригиналната страница, както и на преводната страница, за да видите списъка на съавторите. ВАЖНО: Този шаблон се отнася единствено до авторските права върху съдържанието на статията. Добавянето му не отменя изискването да се посочват конкретни източници на твърденията, които да бъдат благонадеждни. |